# Lepidochitona rosea
Lepidochitona rosea är en blötdjursart som beskrevs av Kaas 1972. Lepidochitona rosea ingår i släktet Lepidochitona och familjen Ischnochitonidae. Inga underarter finns listade i Catalogue of Life.